# Джангарель
Джангаре́ль (крымскотат. Canğar Eli, Джангъар Эли) — исчезнувшее село в Бахчисарайском районе (Автономной) Республики Крым, находилось в долине реки Качи в среднем течении на левом берегу (немного западнее современного села Речное).

## Название
В исторических документах встречаются различные варианты написания названия, наиболее устоявшиеся — Джангар-Эли и Джангарель, но согласно пока не опубликованному реестру мечетей и вакуфного имущества, составленному в первые годы российского правления в Крыму, исконное название древни было Джан-Герай (جان كراى). Встречающийся ещё один вариант Джангирен просто ошибка писарей начала XIX века.

## История
Во времена Крымского ханства деревня первые упоминается в кадиаскерском (судебном) деле 1679 года. В последний период ханства Джан-Гирей был приписан к Качи Беш Паресы Кадылыку бакчи-сарайскаго каймаканства , что зафиксировано в Камеральном описании Крыма 1784 года. После присоединения Крыма к России (8) 19 апреля 1783 года, (8) 19 февраля 1784 года, именным указом Екатерины II сенату, на территории бывшего Крымского Ханства была образована Таврическая область и деревня была приписана к Симферопольскому уезду. После Павловских реформ, с 1796 по 1802 год, входила в Акмечетский уезд Новороссийской губернии. По новому административному делению, после создания 8 (20) октября 1802 года Таврической губернии, Джангарель был включён в состав Актачинской волости Симферопольского уезда.
Согласно Ведомости о всех селениях в Симферопольском уезде состоящих с показанием в которой волости сколько числом дворов и душ… от 9 октября 1805 года, в Джангирени в 15 дворах проживал 71 человек, все крымские татары, а земли, на которых стояла деревня, передали во владение неким генерал-майору Гавро и полковнику Афинсосу. На военно-топографической карте генерал-майора Мухина 1817 года в Джангарели зафиксировано 10 дворов. По результатам волостной реформы 1829 года деревню отнесли к Дуванкойской волости (преобразованной из Чоргунской). Затем, видимо, вследствие эмиграции крымских татар в Турцию, деревня заметно опустела и на карте 1836 года в деревне 11 дворов, а на карте 1842 года обозначена условным знаком «менее 5 дворов».
В 1860-х годах, после земской реформы Александра II, деревня осталась в составе преобразованной Дуванкойской волости. Согласно «Списку населённых мест Таврической губернии по сведениям 1864 года», составленному по результатам VIII ревизии 1864 года, Джангарель — владельческая татарская деревня, с 1 двором и 7 жителями при колодцах, а, согласно «Памятной книжке Таврической губернии за 1867 год», деревня Джангарель была покинута жителями в 1860—1864 годах, в результате эмиграции крымских татар, особенно массовой после Крымской войны 1853—1856 годов, в Турцию и оставалась в развалинах. На трёхверстовой карте Шуберта 1865—1876 года деревня уже не обозначена, на карте 1890 года — «развалины Джангарель»). Согласно же «…Памятной книжке Таврической губернии на 1892 год», в деревне Джангарель Дуванкойской волости, входившей в Калымтайское сельское общество, было 99 жителей в 12 домохозяйствах, все безземельные. В «…Памятной книжке Таврической губернии на 1900 год» записано, что деревня Джангарель разорена.

## Динамика численности населения
- 1805 год — 71 чел.[11]
- 1864 год — 7 чел.[17]
- 1892 год — 99 чел.[22]